# Alexis Messidoro
Alexis Luties Messidoro (Buenos Aires,  13 de maio de 1997) é um futebolista argentino que atua como meia. Atualmente, joga pelo Estudiantes de Mérida. Messidoro é conhecido por Messi de oro por seu destaque em campo.[carece de fontes?]

## Carreira

### Boca Juniors
Messidoro é jogador criado pelas categorias de base do Boca Juniors. Em 12 de abril de 2016, ele estreou em sua primeira partida pelo profissional contra a Aldosivi em uma vitória por 4–1. Ele começou como titular e marcou seu primeiro gol aos 54 minutos.

### Cruzeiro
Em 3 de setembro de 2017, Messidoro estreou pelo Cruzeiro contra o Londrina em um empate por 2–2. Em janeiro de 2018, Messidoro teve o contrato rescindido pelo Cruzeiro.

### Talleres
Em janeiro de 2018, Messidoro foi emprestado ao Talleres.

## Títulos
Cruzeiro
- Campeonato Mineiro: 2018[carece de fontes?]